# 一水寮
一水寮（いっすいりょう）は、東京都新宿区横寺町に所在する歴史的建造物（民家）である。登録有形文化財に登録されている。

## 概要
一水寮は、1951年（昭和26年）、高橋博が開設した高橋建築事務所によって、現在地に大工寮として建られたものである。高橋は、山口県出身の建築家で、イギリスのロンドンで建築を学び、帰国後の昭和初期、神楽坂地区に高橋建築事務所を開設していた。
一水寮は、数年後、隣家からのもらい火で、屋根、小屋裏を焼いたが、住込みの大工の手により復旧した。その後、数度にわたる改修工事が行われた後、大工寮から一般の貸出アパートへと使用目的が変更された。
1990年（平成2年）、アパート経営をやめ、高橋博の娘婿である鈴木喜一の住宅兼建築設計事務所となり、1995年（平成7年）には、建築設計事務所のスタッフ、学生、芸術家、編集者などの住居となる。2016年（平成28年）には、耐震補強を含めた改修工事が行われ、現在は店舗・事務所として使用されている。
なお、同じく高橋博の設計により1947年（昭和22年）に建築された鈴木家住宅主屋、及び、1954年（昭和29年）に建築された高橋建築事務所社屋も、登録有形文化財に登録されている。

## 沿革
- 1951年（昭和26年） - 高橋博の設計で現在の一水寮（当初は大工寮だった）が建てられた[2]。
- 年代不詳（昭和30年代初期） - 隣家からのもらい火で、屋根、小屋裏を焼いたが、住込みの大工により復旧した[3]。
- 1955年（昭和30年） - 高橋博の設計により改修工事が行われた。[要出典]
- 年代不詳 - 大工寮から一般のアパートに転換[3]。
- 1990年（平成2年） - 住宅兼建築設計事務所になる[3]。
- 1995年（平成7年） - 建築設計事務所のスタッフ、学生、芸術家、編集者などの住居となる[3]。
- 2010年（平成22年） - 鈴木喜一建築計画工房により改修工事が行われた[6]。
- 2013年（平成25年）3月29日 - 登録有形文化財に登録される。
- 2016年（平成28年） - 改修工事が行われた。

## 文化財
登録有形文化財（建築物）
一水寮
登録年月日 - 2013年（平成25年）3月29日（種別:住宅/建築物、登録基準:国土の歴史的景観に寄与しているもの）。
年代 - 1951年（昭和26年）頃建築、1955年（昭和30年）改修、木造2階建、鉄板葺、建築面積96 m2。

## 交通
鉄道
 • 都営大江戸線牛込神楽坂駅より徒歩8分
 • 東京メトロ東西線神楽坂駅より徒歩4分

## ギャラリー

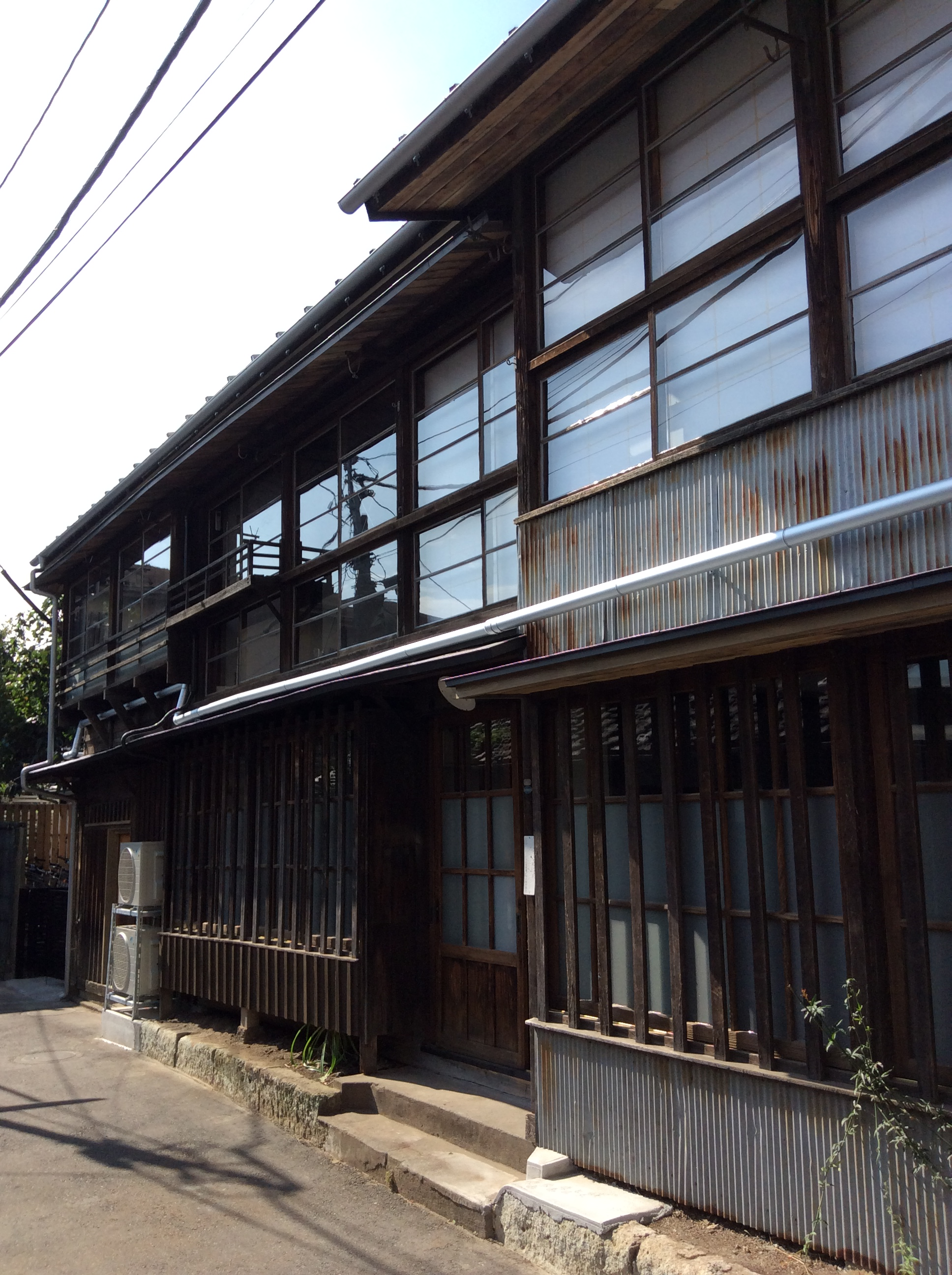
公道南東側より南側外観を見る（2016年10月23日撮影）
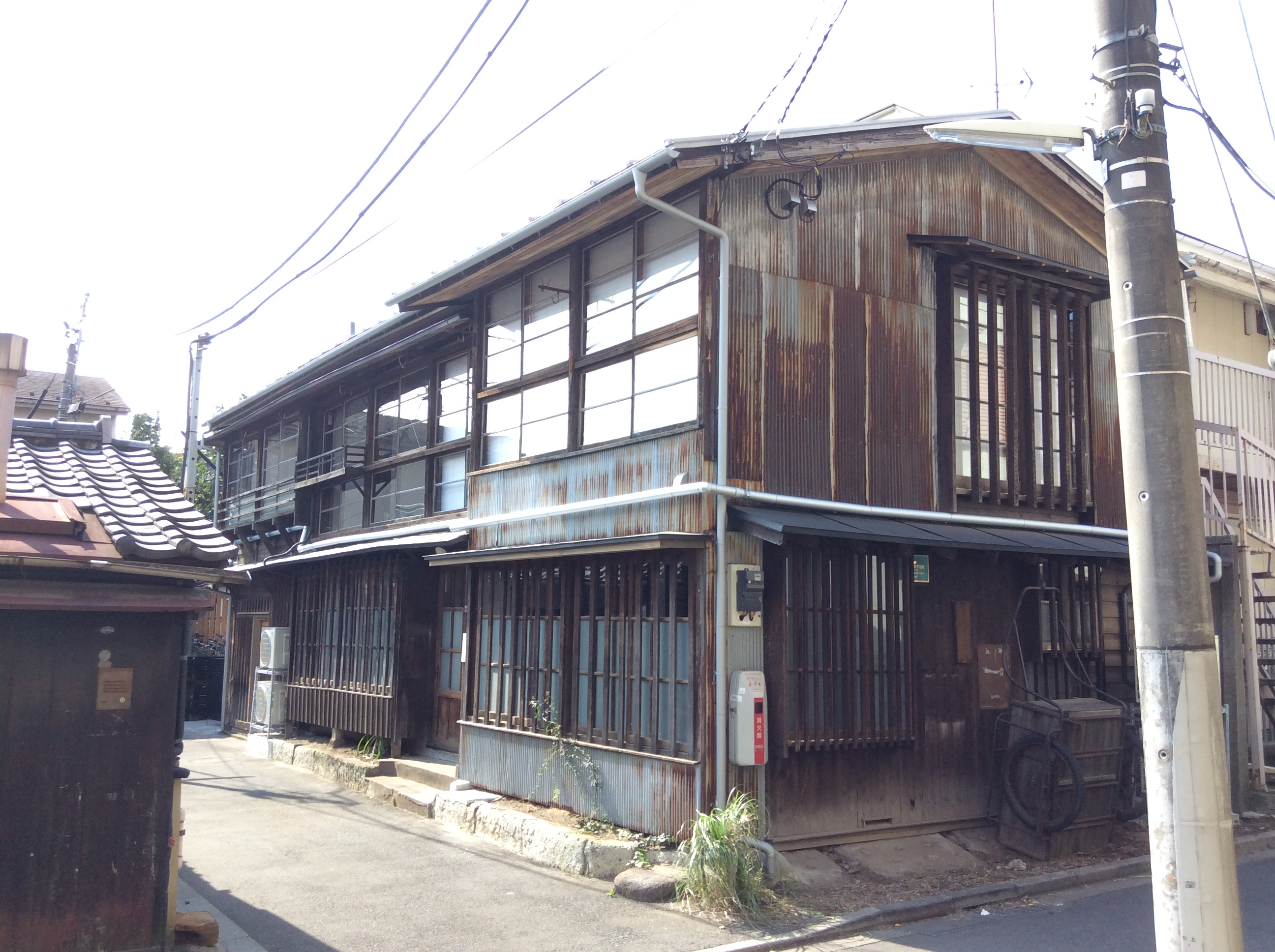
公道南東側より南・東側外観を見る（2016年10月23日撮影）
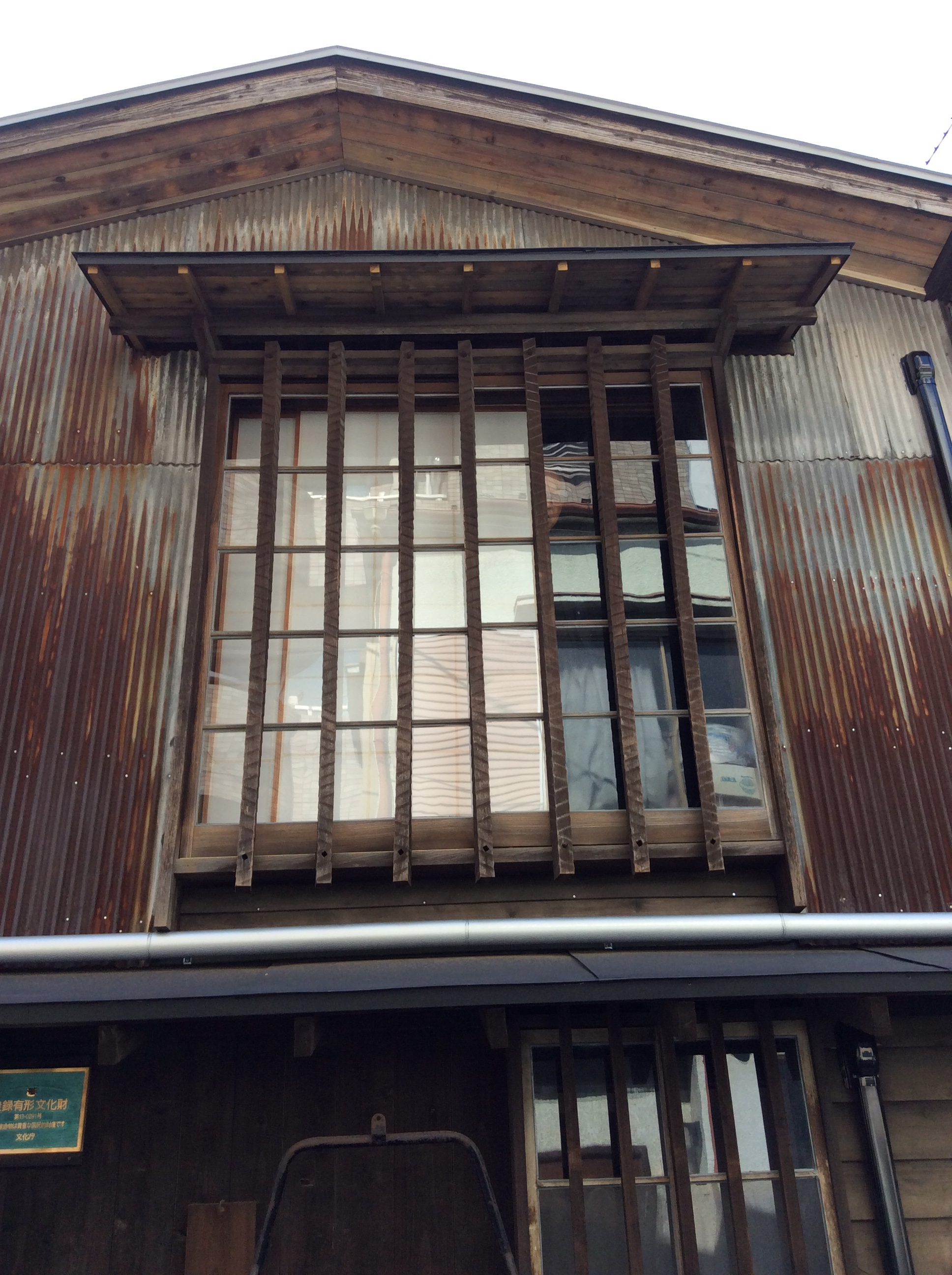
公道より東側2階の外観を見る（2016年10月23日撮影）
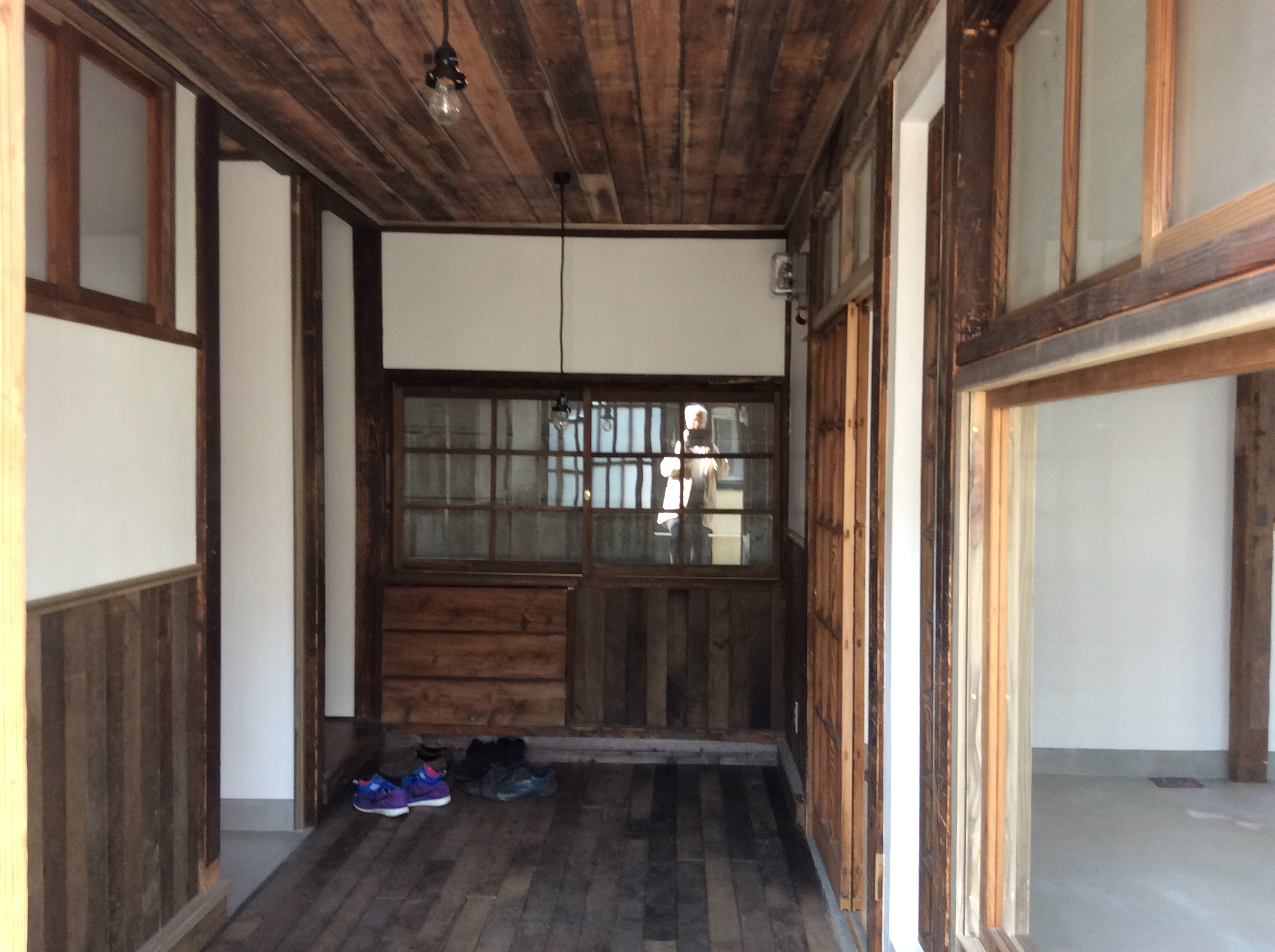
南面より玄関内部を見る（2016年10月23日撮影）